# Breakfast in America
Albums de Supertramp
Even in the Quietest Moments…
(1977) Paris (live)
(1980)
Singles
1. The Logical Song
Sortie : avril 1979
2. Breakfast in America
Sortie : juin 1979
3. Goodbye Stranger
Sortie : juin 1979
4. Take the Long Way Home
Sortie : octobre 1979

Breakfast in America est le sixième album studio du groupe britannique Supertramp, sorti en mars 1979.
Selon certaines sources, l'album se serait vendu à 20 millions d'exemplaires,,. En France, l'album se vend à environ 3 millions d'exemplaires, ce qui en fait le quatrième album le plus vendu.

## Titres

### Version originale
Toutes les chansons sont écrites et composées par Rick Davies et Roger Hodgson.
| 1. | Gone Hollywood       | Davies et Hodgson | 5:20 |
| 2. | The Logical Song     | Hodgson           | 4:11 |
| 3. | Goodbye Stranger     | Davies            | 5:50 |
| 4. | Breakfast in America | Hodgson           | 2:38 |
| 5. | Oh Darling           | Davies            | 3:49 |

| 6.  | Take the Long Way Home     | Hodgson                      | 5:08 |
| 7.  | Lord is it Mine            | Hodgson                      | 4:09 |
| 8.  | Just Another Nervous Wreck | Davies                       | 4:26 |
| 9.  | Casual Conversations       | Davies                       | 2:58 |
| 10. | Child of Vision            | Hodgson, Davies et Helliwell | 7:25 |

### Deluxe Edition — 2010
Toutes les chansons sont de Rick Davies et Roger Hodgson.

#### Disque 1
1. Gone Hollywood – 5:19
2. The Logical Song – 4:10
3. Goodbye Stranger – 5:50
4. Breakfast in America – 2:39
5. Oh Darling – 3:58
6. Take the Long Way Home – 5:08
7. Lord Is It Mine – 4:09
8. Just Another Nervous Wreck – 4:25
9. Casual Conversations – 2:58
10. Child of Vision – 7:28

#### Disque 2
Toutes les chansons sont écrites et composées par Rick Davies et Roger Hodgson.
| No  | Titre                                                    | Lead vocals       | Durée |
| --- | -------------------------------------------------------- | ----------------- | ----- |
| 1.  | The Logical Song (Live au Pavillon de Paris)             | Hodgson           | 4:06  |
| 2.  | Goodbye Stranger (Live au Pavillon de Paris)             | Davies            | 6:11  |
| 3.  | Breakfast In America (Live à Wembley)                    | Hodgson           | 3:05  |
| 4.  | Oh Darling (Live à Miami)                                | Davies            | 4:21  |
| 5.  | Take The Long Way Home (Live à Wembley)                  | Hodgson           | 4:48  |
| 6.  | Another Man's Woman (Live au Pavillon de Paris)          | Davies            | 7:32  |
| 7.  | Even in the Quietest Moments (Live au Pavillon de Paris) | Hodgson           | 5:36  |
| 8.  | Rudy (Live à Wembley)                                    | Davies et Hodgson | 7:29  |
| 9.  | Downstream (Live au Pavillon de Paris)                   | Davies            | 3:28  |
| 10. | Give a Little Bit (Live au Pavillon de Paris)            | Hodgson           | 4:03  |
| 11. | From Now On (Live à Wembley)                             | Davies            | 6:53  |
| 12. | Child of Vision (Live au Pavillon de Paris)              | Hodgson, Davies   | 7:32  |

## Musiciens
D'après la pochette de l'album : 
- Rick Davies : chant, claviers
- Roger Hodgson : chant, claviers, guitare
- John Helliwell : instruments à vents
- Dougie Thomson : basse
- Bob Siebenberg : batterie

## Production
- Producteurs : Peter Henderson, Supertramp
- Ingénieurs du son : Peter Henderson, Russel Pope
- Assistants ingénieurs du son : Lenise Bent, Jeff Harris
- Mastering : Greg Calbi, Jay Messina
- Programmation : Gary Mielke
- Ingénieur du son (concerts) : Russel Pope
- Direction artistique : Mike Doud, Mick Haggerty
- Design : Mick Haggerty
- Design pochette : Mick Haggerty
- Concept pochette : Mike Doud
- Photographie : Mark Hanauer
- Photo de pochette : Aaron Rapoport

## Pochette
La pochette de l'album montre à travers le hublot d'un avion une vue sur Manhattan où les gratte ciels ont été remplacés par des carafes, des tasses et des salières, et où une serveuse souriante, l'actrice Kate Murtagh (décédée le 10 septembre 2017), prend une pose imitant la statue de la Liberté, levant un grand verre de jus d'orange et serrant un menu portant le titre de l'album. Signée par Mike Doud, la pochette a été primée en 1980 lors des Grammy Awards.

## Classements hebdomadaires
| Classement (1979-1980)         | Meilleure position |
| ------------------------------ | ------------------ |
| Royaume-Uni (UK Albums Chart)  | 3                  |
| Allemagne (Media Control AG)   | 1                  |
| Autriche (Ö3 Austria Top 40)   | 1                  |
| Pays-Bas (Mega Album Top 100)  | 1                  |
| Suède (Sverigetopplistan)      | 2                  |
| Norvège (VG-lista)             | 1                  |
| Nouvelle-Zélande (RIANZ)       | 1                  |
| France (SNEP)                  | 1                  |
| États-Unis (Billboard 200)     | 1                  |
| Japon (Japanese Albums Chart)  | 2                  |
| Italie (Italian Albums Chart)  | 3                  |
| Canada (Canadian Albums Chart) | 1                  |
| Australie (Kent Music Report)  | 1                  |

| Classement (2000)            | Meilleure position |
| ---------------------------- | ------------------ |
| Suisse (Schweizer Hitparade) | 94                 |

| Classement (2005)    | Meilleure position |
| -------------------- | ------------------ |
| Espagne (Promusicae) | 77                 |

| Classement (2013) | Meilleure position |
| ----------------- | ------------------ |
| France (SNEP)     | 109                |

## Récompenses et certifications
| Pays                  | Certification | Date             | Ventes    |
| --------------------- | ------------- | ---------------- | --------- |
| États-Unis (RIAA)     | 4 × Platine   | 14 novembre 1984 | 4 000 000 |
| France (SNEP)         | Platine       | 1980             | 400 000   |
| Canada (Music Canada) | Diamant       | 1er octobre 1979 | 1 000 000 |
| Allemagne (BVMI)      | Platine       | 1979             | 500 000   |
| Royaume-Uni (BPI)     | Platine       | 9 juillet 1979   | 300 000   |